# Dendrocalamus elegans
Dendrocalamus elegans är en gräsart som först beskrevs av Henry Nicholas Ridley, och fick sitt nu gällande namn av Richard Eric Holttum. Dendrocalamus elegans ingår i släktet Dendrocalamus och familjen gräs. Inga underarter finns listade i Catalogue of Life.